# Dubautia montana
Dubautia montana là một loài thực vật có hoa trong họ Cúc. Loài này được (H.Mann) D.D.Keck mô tả khoa học đầu tiên năm 1936.